# 周绍棠
周绍棠（1918年—1993年），男，广东梅县人，中国数学家、数学教育家，曾任香港中文大学联合书院数学系系主任及理学院院长